# Університетська вулиця (Київ)
Університе́тська ву́лиця — вулиця в Солом'янському районі міста Києва, місцевість Олександрівська слобідка. Пролягає від вулиці Андрія Головка до вулиці Ярова.
Прилучаються Народна вулиця та Устинівський провулок.

## Історія
Вулиця виникла в 1-й чверті XX століття під сучасною назвою.
У різні часи назву Університетська мали сучасні Круглоуніверситетська вулиця та бульвар Тараса Шевченка